# Astracantha rumelica
Astracantha rumelica là một loài thực vật có hoa trong họ Đậu. Loài này được (Bunge) Reer & Podlech miêu tả khoa học đầu tiên.